# Choza de los Suecos

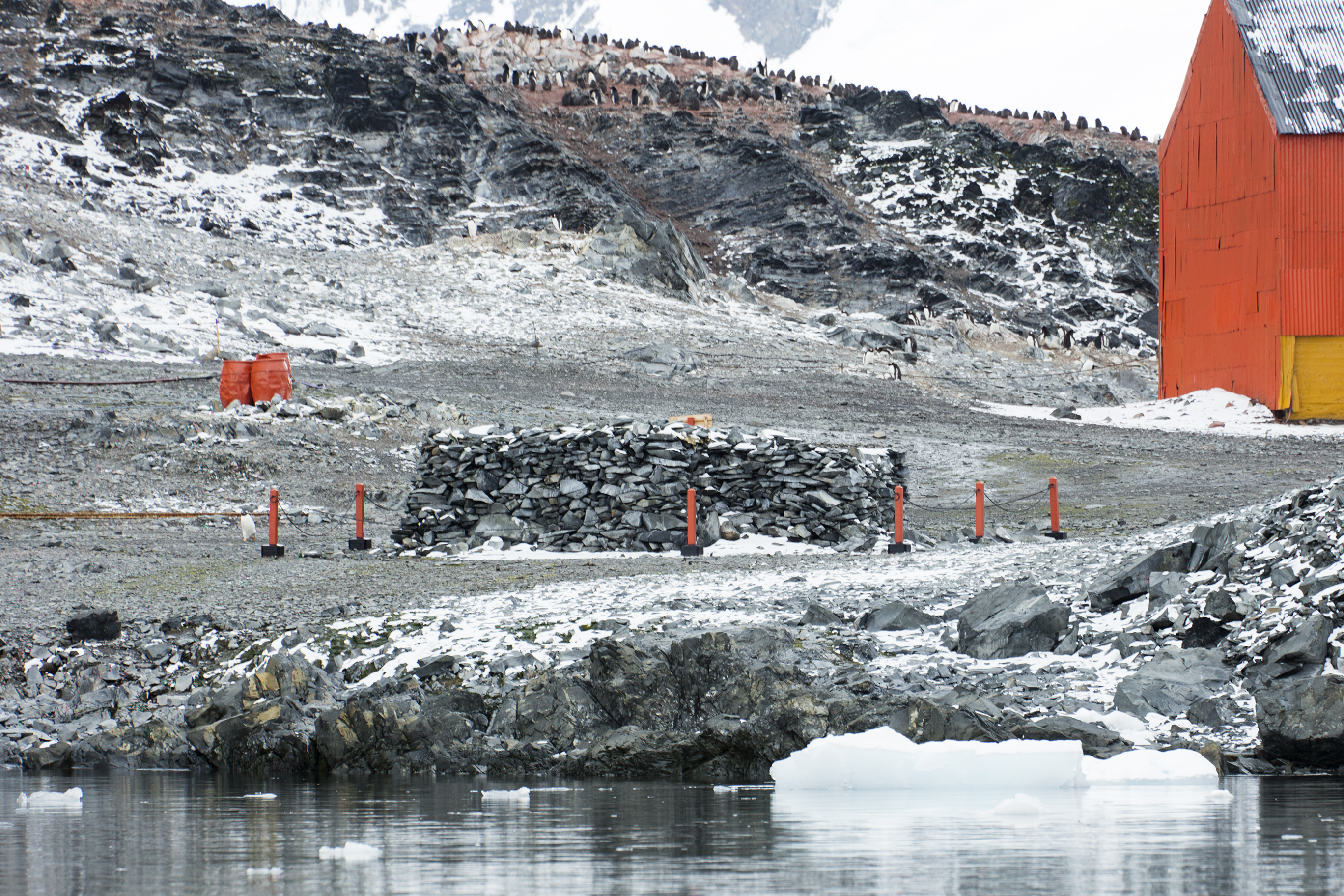
La choza de los suecos en 2016.

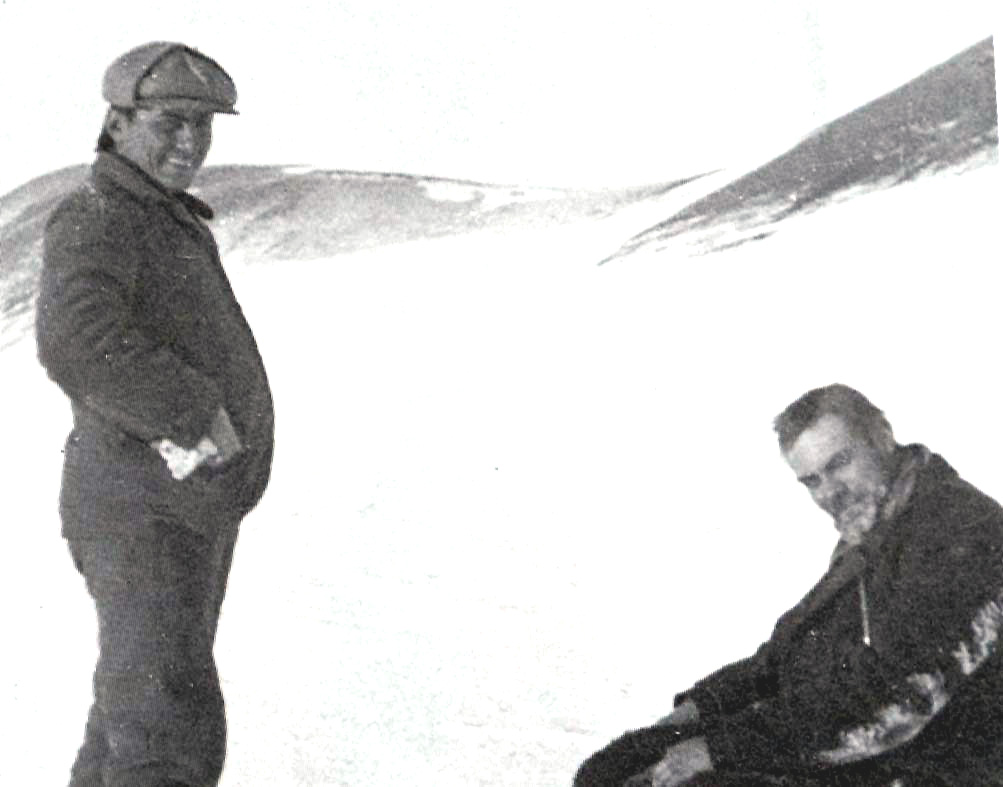
Otto Nordenskjöld (a la derecha) con José María Sobral en la isla Cerro Nevado.

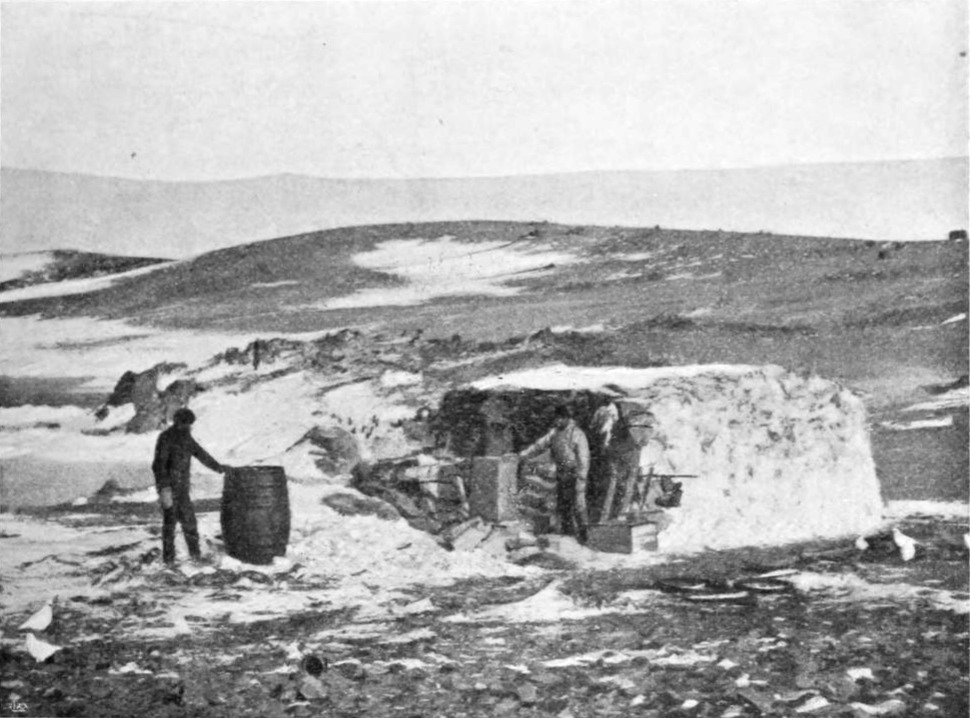
La expedición en la bahía Esperanza.

El refugio de piedra conocido como Choza de los Suecos o Cabaña de Bahía Esperanza es una antigua y precaria construcción erigida en 1902 por los náufragos del barco Antarctic de la Expedición Antártica Sueca dirigida por Otto Nordenskjold, (naufragio ocurrido en el mar de Weddell). La cabaña se encuentra junto a la Base Esperanza, en el territorio antártico reclamado por la Argentina (Antártida Argentina), Chile (Territorio Chileno Antártico) y el Reino Unido (Territorio Antártico Británico).
Fue designada Sitio y Monumento Histórico de la Antártida N°. 39 bajo el Tratado Antártico, y conservada por Argentina y Suecia. Ha sido declarada Monumento Histórico Nacional de la República Argentina mediante la Ley 26621, promulgada el 1 de septiembre de 2010.

## Características e historia
Este lugar, junto a los sitios denominados Snow Hill (isla Cerro Nevado) e isla Paulet, sirvieron de refugio durante varios meses, a los miembros de la expedición mencionada, que integraba también el oficial de la Armada Argentina alférez de marina José María Sobral.
Estos refugios posibilitaron la supervivencia de la tripulación, hasta que fueron felizmente rescatados, por los miembros de la corbeta argentina Uruguay, enviada en su socorro al mando del capitán Julián Irizar. 
Los náufragos fueron embarcados entre el 7 y el 11 de noviembre de 1903, y trasladados a Buenos Aires, donde fueron recibidos como héroes, (tanto los náufragos como sus rescatistas) el 2 de diciembre de 1903. 
Estos dramáticos episodios resueltos afortunadamente, otorgaron prestigio internacional a la República Argentina, por la acción de sus hombres y autoridades. Nordenskjöld expresó en Buenos Aires antes de regresar a Suecia: "Yo no encuentro la expresión fiel de mi profundo reconocimiento; si ustedes encuentran palabras muy hondas, muy sinceras, amables, eternas, escríbanlas, que ellas serán las mías".